# Медков (посёлок)
Медков (бел. Мядкоў) — посёлок в Чирковичском сельсовете Светлогорского района Гомельской области Беларуси.

## География

### Расположение
В 3 км на северо-запад от Светлогорска, 3 км от железнодорожной станции Светлогорск-на-Березине (на линии Жлобин — Калинковичи), 113 км от Гомеля.

### Гидрография
На реке Жердянка (приток реки Березины).

## Транспортная сеть
На автодороге Светлогорск — Паричи. Планировка состоит из прямолинейной улицы, ориентированной с юго-востока на северо-запад. Застройка двусторонняя, кирпичная, многоэтажная и деревянная, преимущественно усадебного типа. В 1991-93 годах построено 98 кирпичных, коттеджного типа, домов, в которых разместились переселенцы из мест, загрязнённых радиацией после катастрофы на Чернобыльской АЭС.

## История
В 1960-е годы около Светлогорского маслосырзавода интенсивно строился жилой посёлок. 21 января 1969 года Президиум Верховного Совета БССР утвердил его название. Жители посёлка работают на маслосырзаводзе, занимаются сельским хозяйством, и многие заняты на предприятиях в Светлогорске. Есть клуб, фельдшерско-акушерский пункт, магазин.

## Население

### Численность
- 2014 год — 484 хозяйства, 2003 жителя

### Динамика
- 2014 год — 484 хозяйства, 2003 жителя